# Crispina (figlia di Tito Vinio)
Crispina (in latino Crispina; fl. 69) è stata una nobildonna romana.

## Biografia
Crispina era la figlia di Tito Vinio, console del 69. Crispina fu sposata con un uomo sconosciuto, morto prima di gennaio del 69, poiché in quel periodo si fidanzò con Marco Salvio Otone, che probabilmente la prese in cambio dell'appoggio del padre per la sua adozione da parte dell'imperatore Galba. Tuttavia Galba adottò Lucio Calpurnio Pisone Liciniano e i soldati di Otone, con una rivolta armata, uccisero Galba, Pisone e Vinio; Crispina dovette ricomporre il corpo del padre, fatto a pezzi, e addirittura ricomprarne la testa dai soldati che l'avevano presa.